# Melek Baklan
Mevlüde (Melek) Baklan (* 1946 in der Türkei) ist eine deutschsprachige Autorin und Sozialarbeiterin türkischer Abstammung.

## Leben
Baklan kam 1973 nach Deutschland und betätigte sich schon in den 1970er-Jahren als Sozialbetreuerin in Deutschland lebender Frauen türkischer Herkunft bei der Arbeiterwohlfahrt in Duisburg. Dort initiierte sie u. a. einen Alphabetisierungskurs für Frauen, die als Analphabeten nach Deutschland gekommen waren, den sie später in dem Beitrag Wenn ich lesen und schreiben kann, werde ich vor Freude tanzen (1983) für die Zeitschrift Deutsch lernen beschrieb. Weitere Veröffentlichungen Baklans zu Themen aus ihrer Sozialtätigkeit mit Arbeitsmigranten folgten, z. B. in der Aufsatzsammlung Alter und Alltag (1988) der Edition Suhrkamp.
In den 1980er-Jahren erschienen auch zwei deutschsprachige dichterische Texte Baklans in Buchform – das "Unmärchen" Gelin Ayche (1986) und Das Geheimnis der Tücher (1988). Diese wurden von der Arbeitsgruppe Ausländerfreundliche Maßnahmen herausgegeben. Zuvor hatten bereits Franco Biondi, Jusuf Naoum und Rafik Schami Baklans Alie Söyler und die deutsche Wirklichkeit (1982) in eine Anthologie deutscher Migrantenliteratur aufgenommen.

## Bibliographie

### Dichtung
- Alie Söyler und die deutsche Wirklichkeit; In: Annäherungen, Prosa, Lyrik und Photographien aus dem Gastarbeiteralltag; Bremen 1982; hrsg. v. Franco Biondi / Jusuf Naoum / Rafik Schami
- Gelin Ayche. Ein Unmärchen. Herausgegeben von der Arbeitsgruppe Ausländerfreundliche Maßnahmen Haus Villigst. Villigst: Eigendruck, 1986
- Das Geheimnis der Tücher. Herausgegeben von der Arbeitsgruppe Ausländerfreundliche Maßnahmen Haus Villigst. Villigst: Eigendruck, 1988

### Beiträge zur Sozialarbeit
- Wenn ich lesen und schreiben kann, werde ich vor Freude tanzen. Ein Alphabetisierungskurs mit türkischen Frauen; In: Deutsch lernen 3/1983
- Wer sich Allah nähert wird frei von Frei-Zeit werden: Sichtweise und Probleme alternder Türken in der Bundesrepublik; In: Alter und Alltag; Frankfurt am Main 1988; hrsg. v. Gerd Göckenjan / Hans-Joachim von Kondratowitz